# موضوع (فلسفة)

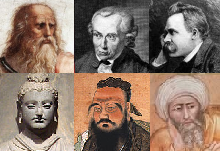

الموضوع هو كائن ذو وعي فريد و/أو تجارب شخصية فريدة من نوعها، أو كيان على علاقة مع كيان آخر موجود خارج ذاته (يُسمّى «شيء»).
يُعد الموضوع مراقِبًا بينما يُعدّ الشيء مُراقَبًا. تتجسّد أهمية هذا المفهوم في الفلسفة القارّية خصوصًا، حيث يُعتبر «الموضوع» مصطلحًا جوهريًا في النقاشات المتعلّقة بطبيعة الذات. تعدّ طبيعة الموضوع أساسيةً في النقاشات المرتبطة بطبيعة التجربة الذاتية ضمن إطار التقاليد الأنجلوأمريكية للفلسفة التحليلية أيضًا.
يقابل الفرق الواضح بين الموضوع والشيء التمييز بين الفكر والامتداد في فلسفة رينيه ديكارت. يعتقد ديكارت أن الفكر (ذا الطابع الذاتي) هو جوهر العقل، وأن الامتداد (شغل المكان) هو جوهر المادة.

## المثالية الألمانية
بدأت أهمية الموضوع بصفته مصطلحًا رئيسًا في نطاق التفكير في الوعي الإنساني في البروز عند المثاليين الألمان، وذلك ردًا على شكوكية ديفيد هيوم الراديكالية. تمثّلت نقطة انطلاق المثاليين في استنتاج هيوم القائل بأن الذات لا تمتلك سوى مجموعة كبيرة من التصوّرات العابرة. تمثّلت الخطوة الثانية في أن نسأل عن كيفية تحويل هذه المجموعة غير المتمايزة إلى ما يمكن اعتباره وحدةً أو موضوعًا فرديًا. قدّم هيوم الاقتراح التالي:
«... ينبغي للخيال أن يكتسب طريقة التفكير ذاتها عبر العادة المطوّلة، وأن يسير وفق أجزاء من المكان والزمان في تصوّر الأشياء الخاصّة به». 
سعى كل من كانط وهيغل وخلفائهما إلى صياغة العملية المكوّنة للموضوع عبر تدفّقات الانطباعات الحسّية. على سبيل المثال، صرّح هيغل في مقدّمة كتابه ظواهرية الروح أنّ تكوين الموضوع هو «عملية توليف عكسية لذاته مع ذاته». 

يبدأ هيغل تعريفه للموضوع انطلاقًا من منظور مستمدّ من الفيزياء الأرسطية: «هو الثابت، والمتحرّك ذاتيًا أيضًا». (المقدّمة، الفقرة رقم 22). وبذلك، يعَد ما لا تحرّكه قوّة خارجية وقادر على دفع نفسه للوهلة الأولى حالةً من حالات الذاتية. وعلى الرغم من ذلك، تمثّلت خطوة هيغل التالية في تحديد هذه القدرة على التحرّك أو عدم الاستقرار المتمثّلة بالموضوع بصفتها سلبية بحتة. يؤمن هيغل بأنّ مصدر هذه الحركة الذاتية ذات الطابع الذاتي ليس جوهرًا نقيًا أو بسيطًا من الفردية الأصيلة، بل:
«... تشعّب البسيط؛ إنها الازدواجية التي ترسي التناقض، وتتمثّل أيضًا في نفي هذا التنوّع الحيادي ونقيضه» (المقدّمة، الفقرة رقم 18). 
تتمثّل طريقة عمل الموضوع الهيغلي في تقطيع الفروق وتقسيمها وإدخالها عبر ضخّ النفي في تدفّقات التصورات الحسّية. لذا، تعَد الذاتية شكلًا من أشكال الأثر الهيكلي، أي ما يحدث عند انتشار الطبيعة وانكسارها حول حقل من السلبية، بينما يرى هيغل «وحدة الموضوع» أثرًا من الدرجة الثانية في واقع الأمر، أو «نفي النفي». لا يختبر الموضوع ذاته بصفته وحدةً إلا عبر النفي المتعمّد للتنوع الذي أنتجه بنفسه. لذا، يمكن اعتبار الموضوع الهيغلي إمّا «تماثلًا ذاتي الإصلاح» أو «انعكاسًا للغيرية داخل ذاته» (المقدّمة، الفقرة رقم 18).

## الفلسفة القارّية
شكّل تفكير كارل ماركس وسيغموند فرويد نقطة انطلاق للتشكيك في مفهوم الموضوع الموحّد والمستقل؛ المفهوم الذي يعتبره العديد من المفكرين المؤمنين بالتقاليد القارّية أساسًا للنظرية الليبرالية للعقد الاجتماعي. فتح هؤلاء المفكّرون الباب أمام تفكيك الموضوع بصفته مفهومًا جوهريًا لما وراء الطبيعة.
أضافت استكشافات سيغموند فرويد في العقل الباطن إلى الإدانة الشاملة للمفاهيم التنويرية المتعلّقة بالذاتية.
اعتُبر مارتن هايدرجر أحد الراديكاليين الذين أعادوا التفكير في الوعي الإنساني، إذ يحلّ مفهوم الوجود الخاص به محل المفاهيم التقليدية المتعلّقة بالموضوع الشخصي برمّتها. دفع هايدرجر الظواهرية إلى الذهاب أبعد من الانقسام التقليدي بين الموضوع والشيء، وذلك لأنهما مترابطان بعلاقة لازمة وأصيلة؛ بمعنى أنه لا يمكن أن يوجد عالم دون موضوع ولا موضوع دون عالم.

### فلاسفة
- رودولف كارناب
- رينيه ديكارت
- إدموند هوسرل
- ديفيد هيوم
- تشارلز ستيفنسون
- سورين كيركغور